# Casarão Thomas B. Muir

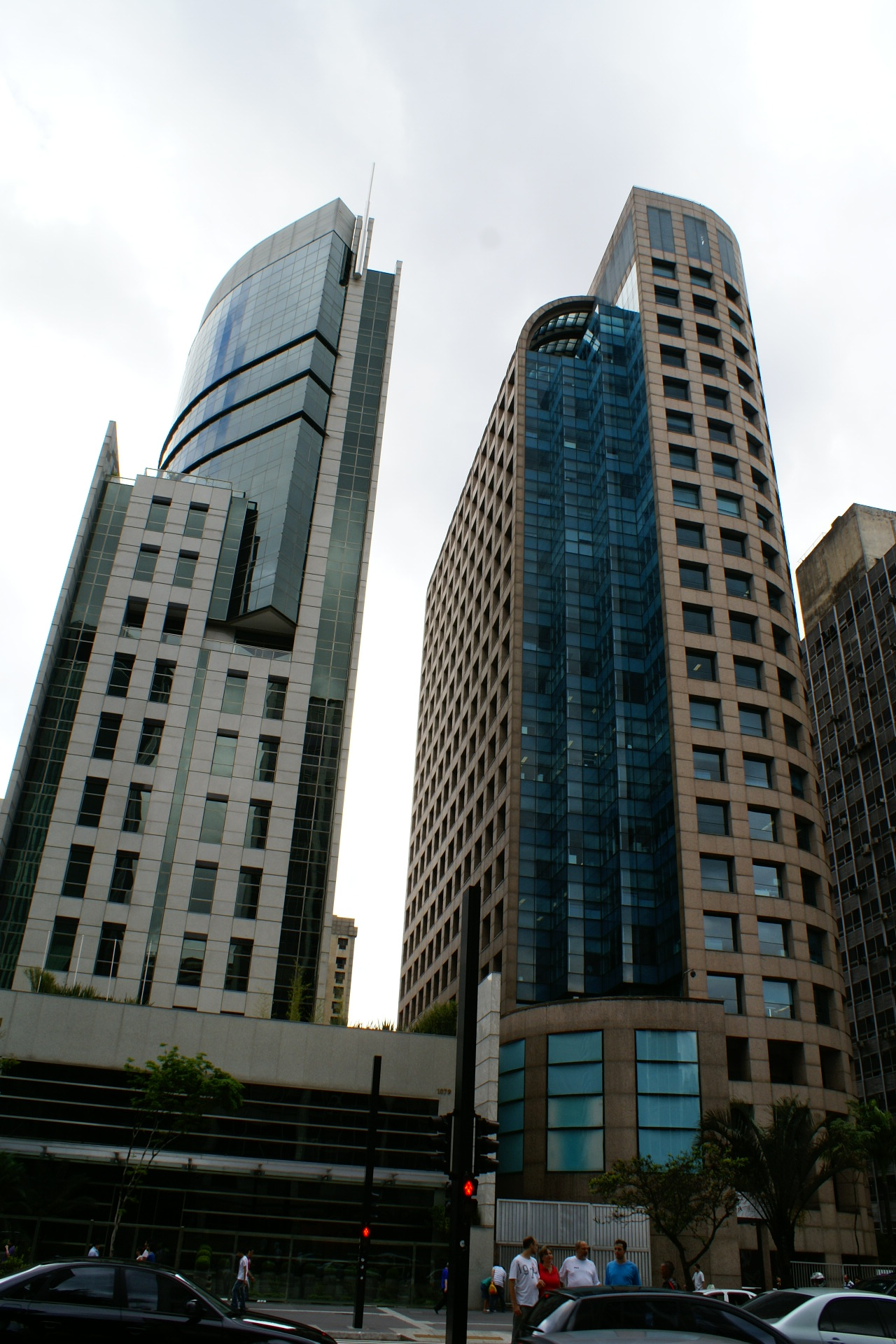
Atual Ed. João Salem à esquerda do prédio do CitiBank.

O Casarão Thomas B. Muir, também chamado de Casa 110 foi uma das primeiras residências que residiram na Avenida Paulista. Já demolida, hoje abriga a Torre João Salem na atual nº1079 da Paulista.

## Histórico
A Casa 110 foi construida por Thomas Ballantine Muir, gerente da London & Brasilian Bank na época. Ele morou na residência até 1908, quando passou a abrigar o consulado alemão no Brasil. Apenas dois conselheiros moraram no consulado, Carl Flügel sucedido por Von Der Heyde até 1917, quando o governo brasileiro exigiu o fechamento do consulado e a saída de Heyde em decorrência do ataque alemão ao navio brasileiro Paraná do Brasil.
O imóvel foi posteriormente devolvido para Thomas Muir que contratou a empresa Asson para fazer reformas no casarão, ampliando a casa e construindo uma garagem. Após a morte de Thomas Muir em Londres no ano de 1933, o casarão continuou com a sua família até ser vendido na década de 1950 para a família de Abdo Schahin, influente empresário do ramo têxtil na época. A propriedade foi demolida durante a década de 70 e em seu lugar foi construido o edifício João Salem na atual rua nº1079 da Avenida Paulista.

### Edifício João Salem
O prédio foi inaugurada em dezembro de 2008 no local do demolido Casarão Thomas B. Muir. Foi projetado pelo arquiteto Jorge Munif Abussamra e construído pela empresa Gattaz Engenharia. Possui dez andares inferiores que formam uma caixa retangular assimétrica com grelhas escalonadas e revestidas com granito branco e sete andares dúplex com fachada em vidro, voltado para a esquerda.